# Stenkullens kyrka
Stenkullens kyrka var en kyrkobyggnad i samhället Stenkullen i Lerums kommun. Den tillhörde Lerums församling i Göteborgs stift, men dekonsekrerades den 28 augusti 2016. Byggnaden var under en tid flyktingboende men har senare byggts om och blivit förskola.

## Kyrkobyggnaden
Första delen av Stenkullens kyrka uppfördes 1970 i form av en barackliknande mindre byggnad. Åren 1989–1990 utökades den med ett nytt kyrkorum och nytt församlingshem efter ritningar av arkitekt Margareta Rydbo. En sakristia väster om kyrkorummet tillkom 1999. Byggnadskomplexet är i ett plan och bestod av församlingslokaler med ett förhöjt kyrkorum. De olika byggnadsdelarna är täckta med plåtklädda sadeltak och pulpettak. Fasaderna är klädda med lockpanel i ljusblå kulör.

## Inventarier
- Sedan 2000 fanns en altarprydnad i form av ett tennkors tillverkat av Carl Rapphed och kallat Livets träd.
- En hög och smal dopfunt i ljust omålat trä med en åttakantig cuppa, vilken bars upp av fyra ben. Tillverkad 1989–1990 av Stefan Lindmark.
- I kyrkorummets västra del stod en liten orgel tillverkad 1996 av Gerrit C. Klop i Nederländerna.
- Istället för predikstol fanns en ambo i ljust trä.